# Mark Lewis-Francis
Mark Anthony Lewis-Francis (Darlaston, 4 settembre 1982) è un velocista e bobbista britannico, vincitore della medaglia d'oro alle Olimpiadi di Atene 2004 nella staffetta 4×100 metri.

## Biografia
Nel 2005, dopo i Campionati europei indoor di Madrid, Mark Lewis-Francis è stato trovato positivo alla cannabis, venendo di conseguenza privato della medaglia d'argento conquistata.
Nel 2007, con la staffetta 4×100 metri, ottiene il miglior tempo dell'anno (38"30).
Dal 2015 entrò a far parte della squadra britannica di bob nel ruolo di frenatore. Debuttò in Coppa del Mondo all'avvio della stagione 2016/17 spingendo le slitte pilotate dal connazionale Lamin Deen.

## Palmarès
| Anno | Manifestazione          | Sede       | Evento      | Risultato        | Prestazione | Note                                     |
| ---- | ----------------------- | ---------- | ----------- | ---------------- | ----------- | ---------------------------------------- |
| 1999 | Mondiali allievi        | Bydgoszcz  | 100 m piani | Oro              | 10"40       |                                          |
| 2000 | Mondiali juniores       | Santiago   | 100 m piani | Oro              | 10"12       | Record dei campionati                    |
| 2000 | Mondiali juniores       | Santiago   | 4×100 m     | Oro              | 39"05       | Record dei campionati                    |
| 2001 | Mondiali indoor         | Lisbona    | 60 m piani  | Bronzo           | 6"51        | Miglior prestazione personale            |
| 2001 | Europei juniores        | Grosseto   | 100 m piani | Oro              | 10"09       |                                          |
| 2001 | Europei juniores        | Grosseto   | 4×100 m     | Oro              | 39"24       | Record dei campionati                    |
| 2001 | Mondiali                | Edmonton   | 100 m piani | Semifinale       | 10"26       |                                          |
| 2002 | Europei indoor          | Vienna     | 60 m piani  | Argento          | 6"55        |                                          |
| 2003 | Mondiali indoor         | Birmingham | 60 m piani  | 4º               | 6"57        |                                          |
| 2003 | Mondiali                | Parigi     | 100 m piani | Semifinale       | 10"44       |                                          |
| 2004 | Giochi olimpici         | Atene      | 100 m piani | Semifinale       | 10"28       |                                          |
| 2004 | Giochi olimpici         | Atene      | 4×100 m     | Oro              | 38"07       | Miglior prestazione personale stagionale |
| 2005 | Mondiali                | Helsinki   | 100 m piani | Quarti di finale | 10"53       |                                          |
| 2005 | Mondiali                | Helsinki   | 4×100 m     | Bronzo           | 38"27       | Miglior prestazione personale stagionale |
| 2006 | Europei                 | Göteborg   | 100 m piani | 5º               | 10"16       | Miglior prestazione personale stagionale |
| 2006 | Europei                 | Göteborg   | 4×100 m     | Oro              | 38"91       |                                          |
| 2007 | Mondiali                | Ōsaka      | 100 m piani | Semifinale       | 10"19       |                                          |
| 2007 | Mondiali                | Ōsaka      | 4×100 m     | Bronzo           | 37"90       | Miglior prestazione personale stagionale |
| 2010 | Europei                 | Barcellona | 100 m piani | Argento          | 10"18       | Miglior prestazione personale stagionale |
| 2010 | Europei                 | Barcellona | 4×100 m     | Batteria         | 39"49       |                                          |
| 2010 | Giochi del Commonwealth | Delhi      | 100 m piani | Argento          | 10"20       |                                          |
| 2010 | Giochi del Commonwealth | Delhi      | 4×100 m     | Oro              | 38"74       |                                          |
| 2012 | Europei                 | Helsinki   | 100 m piani | Semifinale       | 10"36       |                                          |
| 2012 | Europei                 | Helsinki   | 4×100 m     | Finale           | dnf         |                                          |

## Altre competizioni internazionali
2010
- Bronzo in Coppa continentale ( Spalato), 100 m piani - 10"16